# Ренс Блом
Ренс Блом (нід. Rens Blom; нар. 1 березня 1977) — нідерландський легкоатлет, який спеціалізувався на стрибках з жердиною.

## Спортивні досягнення
Фіналіст (9-е місце) олімпійських змагань зі стрибків з жердиною (2004). Учасник олімпійських змагань зі стрибків з жердиною в Сіднеї (2000), на яких не зміг подолати кваліфікаційний раунд.
Чемпіон світу зі стрибків з жердиною (2005).
Фіналіст (4-е місце) Універсіади зі стрибків з жердиною (1997).
Фіналіст змагань зі стрибків з жердиною на двох чемпіонатах Європи серед молоді — 5-е місце у 1999 та 10-е місце у 1997.
Чемпіон Нідерландів зі стрибків з жердиною (2001, 2002, 2003, 2004, 2005, 2007, 2008).
Чемпіон Нідерландів у приміщенні зі стрибків з жердиною (1998, 2003, 2004, 2005, 2007).